# دهستان دشت (شهرضا)
دهستان دشت نام دهستانی در بخش مرکزی شهرستان شهرضا، استان اصفهان در ایران است. براساس سرشماری مرکز آمار ایران در سال ۱۳۸۵، جمعیت آن ۴۸۵۳ نفر (۱۳۱۱ خانوار) بوده‌است.